# Le notti di Satana (film 1975)
Le notti di Satana è un film del 1975 diretto da Joan Bosch.

## Trama
Dopo aver partecipato a una cerimonia satanica, la giovane Leila Gibson viene posseduta dallo spirito del padre defunto. Dovrà intervenire Padre Adrian Dunning a risolvere la situazione con un esorcismo. 